# Fusilli

Helixförmige Fusilli

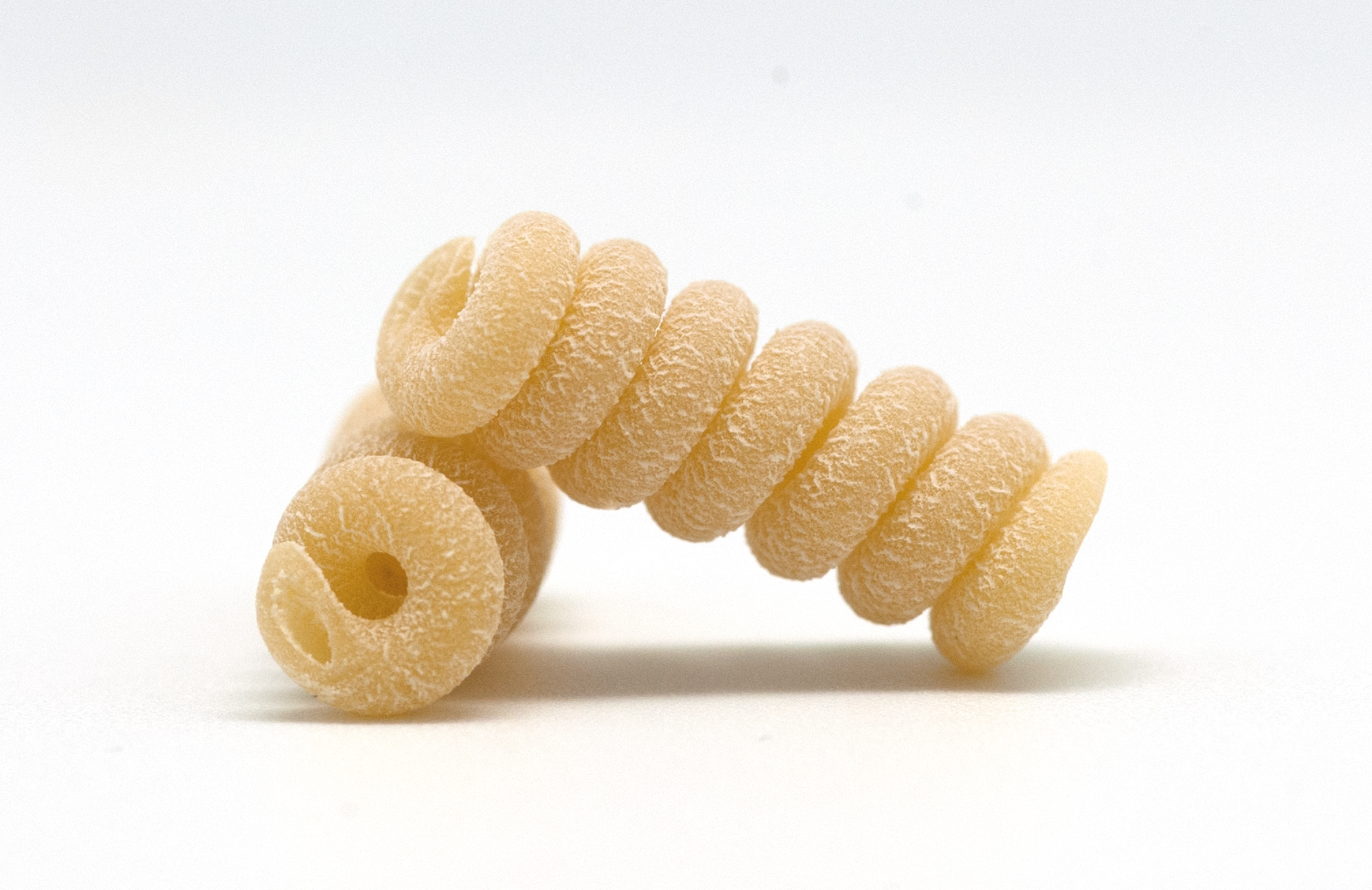
Spiralförmige Fusilli bucati

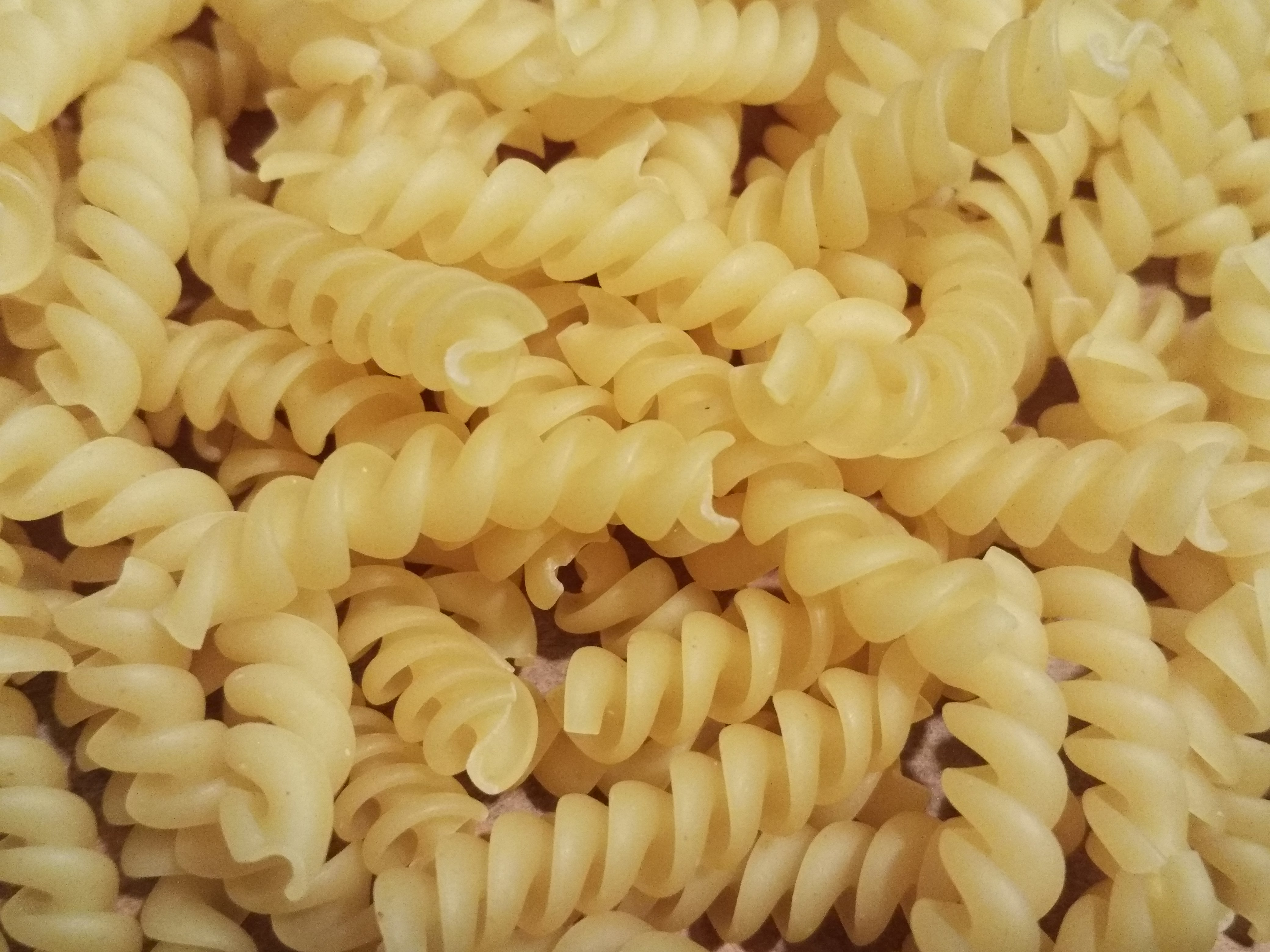
Girandole

Fusilli (von italienisch fuso „Spindel“), im Deutschen häufig Spirelli oder Spiralnudeln genannt, sind Nudeln in Form einer Helix (wendelförmig) oder einer Stöpsellocke (spiralförmig) mit einer Länge von ca. 4 cm. Je nach Form und Hersteller werden sie auch Eliche („Helices“), Riccioli („Locken“), Girandole („Windräder“) oder Rotini („Rädchen“) genannt. Fusilli bucati („gelochte Fusilli“) sind spiralförmige Fusilli, die in der Mitte hohl sind. Fusilli werden aus Hartweizengrieß, Wasser und Salz hergestellt.

## Verwendung
Da gekochte Fusilli durch ihre große Oberfläche besonders gut Saucen aufnehmen, eignen sie sich gut für Nudelsalate.

## Geschichte
Der Legende nach sollen die Fusilli um 1550 am Hofe von Cosimo I. de’ Medici, dem Herzog von Florenz, entstanden sein: Als ein Koch des Herzogs eines Tages Pastateig angesetzt hatte und ein Teil davon auf den Boden gefallen war, soll ihn dessen kleiner Sohn genommen und um die Stricknadel der Großmutter gewickelt haben – die Idee der Spiralnudel war geboren. Bis ins 20. Jahrhundert hinein wurden die Fusilli vor allem auf dem Land von den älteren Frauen hergestellt und verkauft.